# تومر كابون
تومر كابون (مواليد 15 يوليو 1985) هو ممثل إسرائيلي، أشتهر بدوره في مسلسل فوضى  والرفاق .

## وصلات خارجية
- تومر خرى على موقع IMDb (الإنجليزية)
- تومر خرى على موقع ألو سيني (الفرنسية)
- تومر خرى على موقع قاعدة بيانات الفيلم (الإنجليزية)